# كامنيار

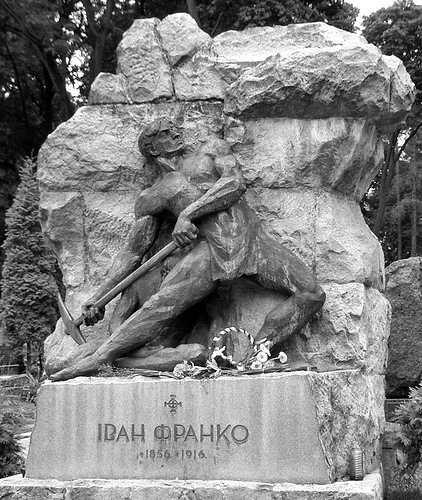
نصب تذكاري للشاعر الأوكراني إيفان فرانكو الذي تم تصويره على أنه يكسر حجر بمطرقه وتستخدم الكلمة كامنيار (Kamenyar) لوصفه.

كامنيار (بالأوكرانية: Каменярі) هي كلمة سلافية تعني قطع الحجارة في المحجر أو المحجر.
أصبحت الكلمة مشهورة بشكل خاص خلال العصر السوفيتي بسبب القصيدة الثورية "Kamenyari" ((بالأوكرانية: Каменярі) وجمعها Каменяр)، للشاعر الأوكراني إيفان فرانكو (1856–1916)، وفي هذه القصيدة يحطم العبيد المقيدين بالسلاسل الصخور باستعمال مطرقة ثقيلة. القصيدة مجازية، تصف الأفكار المزدوجة للتحرر من الماضي القمعي (الحكم البولندي والروسي والنمساوي المجري لأوكرانيا) وإرساء طريق سريع للتقدم الاجتماعي المستقبلي من قبل الرواد. 
أصبح كاسر الحجر كامنيار (Kamenyar) رمزًا ثوريًا في الثقافة الأوكرانية بالإضافة إلى اسم مجازي لإيفان فرانكو نفسه.